# نزع مخالب سرطان البحر

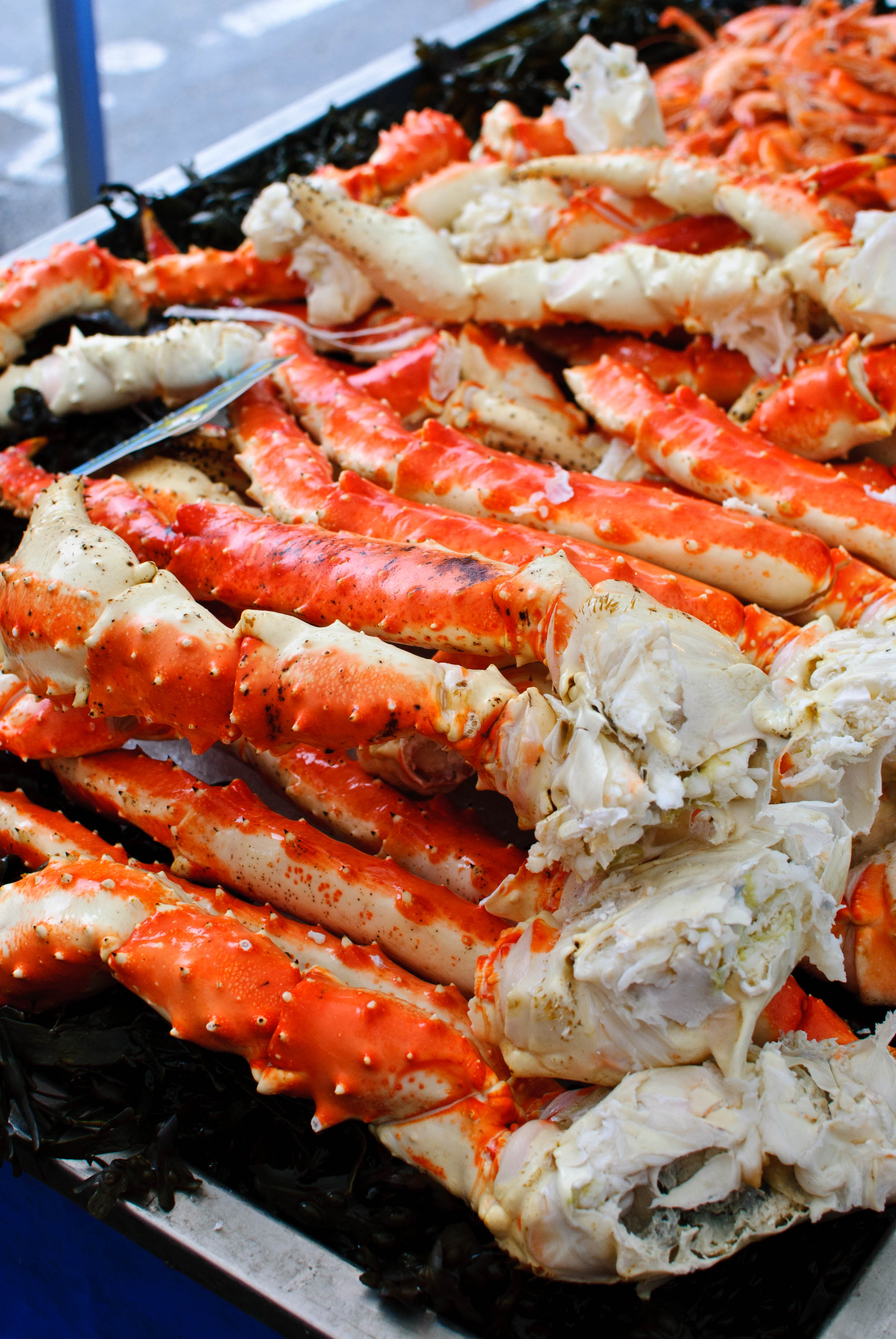
مخالب ملك السراطين الألاسكي بعد إجراء عملية نزع المخالب

نزع مخالب سرطان البحر هي تلك العملية التي يتم خلالها اقتلاع مخلب واحد أو كليهما يدويًا من سرطان بحر حي (بما في ذلك ملك السراطين)، وبعدها يتم إعادته مجددًا إلى الماء. وتُمارس هذه العملية على العديد من سرطانات البحر في المصائد السمكية من جميع أنحاء العالم، ومن بينها مصائد السرطان الصخري الفلوريدي (مينيبي ميرسيناريا) ومصائد السرطان الأحمر الذي يعيش في المياه العميقة شمال شرق المحيط الأطلسي (تشاسيون أفينيس) وتلك الموجودة بجنوب أيبيريا، حيث يتم الحصول على المخالب الرئيسية للسرطان العازف أوكا تانجيري. وفي أنحاء أوروبا الشمالية، تتواجد مصائد سمك واسعة مليئة بمخالب السرطان الصالحة للأكل، سرطان باجورس. ويتم الدفاع عن هذه الممارسة بحجة قدرة بعض السرطانات على شطر (الانسلاخ) أطرافها تلقائيًا، وبعد حوالي سنة بعد المرور بسلسلة من الانسلاخات، تتجدد هذه الأطراف وتنمو مجددًا. وبالتالي، يعتقد مؤيدو هذه الممارسة أن نزع المخالب يمكنه توفير مصائد مستدامة. كذلك، يتم التشجيع على ممارسة نزع المخالب للمساعدة في التعامل مع الحيوانات، وتقليل الخسائر في حالة ما إذا علقت في الشباك أو تعرضت للافتراس من الحيوانات الأخرى. وأصبح نزع مخالب السرطانات الآن إجراءً قانونيًا في المملكة المتحدة منذ أن تم حظره في عام 2000 بموجب قانون مخالب السرطان (حظر تفريغ المصيد) لعام 1986. ومن السرطانات التي تخضع لإزالة مخالبها بالكامل السرطان الصخري الفلوريدي، والذي يتم توفير كافة المعلومات السياحية الخاصة به.

## الإجراء

تشريح عام للسرطان الكماني

حتى نقوم بإجراء عملية نزع المخالب، يتم قطع المخالب باتجاه أسفل بعيدًا عن جسم السرطان. ولضمان القيام بعملية كسر المخلب بطريقة نظيفة على طول مستوى الكسر الطبيعي، يتم وضع أصبع واحد على مفصل المخلب القاعدي. ومن خلال الحرص على أن يكون المخلب ممدودًا بالكامل، فستعمل الحركة السريعة الثابتة باتجاه أسفل بشكل طبيعي على نزع المخلب بطريقة نظيفة. وعادةً ما يحدث الكسر عند منطقة الورك القاعدي الذي يتواجد بين مفصل الورك عند قاعدة الساق والجزء الأعلى من الساق.

## الإنتاج
في موسم الاصطياد 1976–1977، تم جمع حوالي 50000 كجم من المخالب في متنزه إيفرجليدز الوطني. وربما تعد هذه الكمية أقل من نسبة 5% مقارنةً بالكمية الكلية التي يتم جمعها في فلوريدا، والتي بلغ متوسطها ما يزيد عن مليون كجم منذ عام 1974.
في ولاية فلوريدا أثناء موسم الاصطياد من 1995–96 وحتى 2004–05، قام الصيادون بنزع مخالب نحو 10.5 مليون سرطان خلال فترة كل موسم صيد، والتي تستمر 7 أشهر. وتختلف أوزان إنزالات الصيد من مخالب السرطان دون أن تتخذ اتجاهًا ثابتًا منذ موسم 1989–90. ولكن بلغت كميات الإنزال الأكثر على الإطلاق 1.6 مليون كجم على مستوى الولاية في موسم الصيد 1997–98. كذلك وصلت إنزالات الصيد في موسم 2004–05 على مستوى الولاية 1.4 مليون كجم من المخالب.

## الآثار المترتبة على معدل الوفيات
في ظل الظروف التجريبية، ولكن مع استخدام تقنيات مقبولة تجاريًا، تبين أن حوالي 47% من السرطانات الصخرية التي تعرضت لإزالة مخلبيها الاثنين توفيت بعد خضوعها لعملية نزع المخالب، وأن 28% من السرطانات التي تم بتر أحد مخلبيها توفوا كذلك؛ في حين توفي 76% منها خلال فترة 24 ساعة من عملية بتر المخالب. وتشكل المخالب نسبة 51% من الوزن الكلي للسرطانات قبل بتر المخالب. وفي البراري، حيث تضطر السرطانات منزوعة المخالب للتنافس بغرض الحصول على الغذاء والأزواج والمأوى وتفادي الحيوانات المفترسة، فإنه من المحتمل أن يصل معدل الوفيات إلى نسب أعلى. في نفس الوقت، تكون نسبة تجدد المخالب في السرطانات الموجودة بالمصائد منخفضة؛ حيث أشارت إحدى الدراسات أنها تبلغ أقل من 10%، وأشارت دراسة حديثة أن 13% من السرطانات تشتمل على مخالب متجددة.

## الآثار المترتبة على التغذية
تلجأ معظم السرطانات إلى استخدام مخالبها في القبض على فرائسها وتناولها. وبهذا، سيكون السرطان ذو المخلب المبتور الأقل حظًا في الحصول على الغذاء، وسيصعب الأمر أكثر من ذلك على السرطان ذي المخلبين المبتورين. وفي إحدى الدراسات التي تناولت بحث الآثار الناتجة عن نزع المخالب على التغذية، تبين أن السرطانات (منزوعة المخالب) التي تتعرض للانشطار الذاتي تتناول عددًا أقل بكثير من حيوانات بلح البحر، وبالتالي استهلاك حجم أقل من بلح البحر، ولكنها في نفس الوقت تتناول كميات كبيرة من الأسماك (وهو مصدر غذاء يمكن تناوله بسهولة أكبر). وهذا يدلل على أن تأثير الانشطار الذاتي يحد من قدرة السرطان على تناول حيوانات بلح البحر بشكل خاص، وليس يقلل من غريزتها لتناول الغذاء عامةً. وفي دراسة ثانية، تبين أنه لم يكن هناك فرق ملحوظ في كمية الطعام التي يتناولها كلٌ من السرطانات التي تعيش بعد عملية نزع مخالبها وبين السرطانات المستأسِدة. ويقال إنه إذا عاش السرطان منزوع المخالب، فلن يكون قادرًا على تناول طعامه على نحو فعال، وبالتالي سيموت جوعًا.

## الآثار المترتبة على النشاط
تُظهر السرطانات منزوعة المخالب مستويات نشاط أقل من المجموعات المستأسِدة التي لم تتعرض لنزع مخالبها.

## الألم والإجهاد الناجم عن نزع المخالب
هناك جدل دائر حول ما إذا كانت الفقاريات يمكنها مواجهة الألم من عدمه. ويوجد بعض الأدلة الأكثر إقناعًا التي ترجح شعور اللافقاريات بالألم في شعبة القشريات، من حيث المبادلات بين تجنب التحفيز وغيرها من المتطلبات التحفيزية الأخرى. كذلك، أصبح الدليل الذي يوضح قدرة السرطانات على الشعور بالألم مدعومًا من خلال الكشف عن وجود نظام مستقبل أفيوني في أجسامها، حيث يعمل هذا النظام على تفادٍ متعمد للحافز المؤلم بطريقة معروفة، واستجابتها بشكل مناسب للمواد المسكنة وأدوية التخدير. فكل هذه الأدلة تشير إلى احتمالية تعرض تلك السرطانات للألم أثناء عملية نزع المخالب.
ويقال إنه نظرًا لأن السرطانات يمكنها شطر (البتر الذاتي) مخالبها ذاتيًا، فلن يؤدي نزع المخالب يدويًا على طول مستويات الانفصال الطبيعية إلى الشعور بألم، ومع ذلك لا يزال الدليل قائمًا على عدم وجود ألم أو قلة الشعور به أثناء عملية الانشطار الذاتي. علاوةً على ذلك، ينتج عن عملية نزع المخالب استجابة في التوتر الفسيولوجي في السرطان الصالح للأكل، ويمكن إثبات ذلك من خلال الزيادات الملحوظة في مستويات الجلوكوز واللكتات والانخفاض في مستوى الجليكوجين في اللف الدموي. ويظهر هذا التوتر على كل من المدى القصير والطويل